# Romolo Archinto
Romolo Archinto (Milano, 1513 – Novara, 4 settembre 1576) è stato un vescovo cattolico italiano.

## Biografia
Romolo Archinto nacque nel 1513, rampollo dalla nobilissima famiglia milanese degli Archinto che vantava (ed avrebbe vantato in futuro) moltissimi prelati. Egli era figlio del patrizio Alessandro, giureconsulto collegiato, e di sua moglie, la nobildonna Ippolita Della Croce. Egli era quindi anche nipote dell'arcivescovo di Milano, Filippo Archinto, su consiglio e sotto l'influenza del quale intraprese la carriera ecclesiastica. 
Nel 1556 divenne abate commendatario del monastero di San Bartolomeo in strada, nella diocesi di Pavia. Successivamente, venne nominato canonico della pieve di Rosate e dal 1561 venne elevato al rango di prevosto della chiesa di Santa Maria di Cairo.
Il 26 aprile 1574 venne nominato vescovo di Novara.
Nel corso di una visita pastorale che compì in Valle Strona, si ammalò gravemente e morì in seguito a Novara il 4 settembre 1576, venendo sepolto nella cattedrale cittadina.

## Genealogia episcopale
La genealogia episcopale è:
- Arcivescovo Filippo Archinto
- Papa Pio IV
- Cardinale Giovanni Antonio Serbelloni
- Cardinale Carlo Borromeo
- Vescovo Romolo Archinto

## Araldica
| Immagine | Blasonatura |
| -------- | --- |
| \| \|    | Romolo Archinto Vescovo di Novara Di verde, a tre fasce d'argento, controinnestate. Lo scudo, accollato a una croce astile patriarcale d'oro, posta in palo, è timbrato da un cappello con cordoni e nappe di verde. Le nappe, in numero di dodici, sono disposte sei per parte, in cinque ordini di 1, 2, 3. |
|          | |